# Hydropsyche californica
Hydropsyche californica là một loài Trichoptera trong họ Hydropsychidae. Chúng phân bố ở miền Tân bắc.